# Хулиган (журнал)
«Хулиган» — российский ежемесячный журнал о молодёжной культуре. Издавался с 2002 по 2012 годы издательством Gameland.

## История
Журнал был основан в 2002 году бывшим главным редактором журнала «Хакер» Александром Черных. В 2002—2005 годы журнал, в соответствии со своим названием, был «отвязным», контркультурным и эпатажным. Он рассказывал о молодёжной культуре, протестной рок-музыке, интернете, экстремальном спорте, подростковых проблемах. В нём нередко публиковались провокационные статьи о сексе, порнографии, наркотиках, мате, культивировался юношеский максимализм. 
«Секс с неживыми предметами», «Топ 10 надписей на заборах» — такими заголовками славился «Хулиган»… Тинейджеры от подобных «месседжей» были в восторге, взрослая аудитория — в шоке.журнал «Индустрия рекламы»
В 2005 году новым главным редактором стала Альбина Солонина, прежде работавшая в журнале GQ, а в 2006 — Алексей Плешанов. При них «Хулиган» провёл репозиционирование и смену имиджа. Как предполагает «Индустрия рекламы», причина была в том, что «… „Хулиган“ практически не приносил Gameland доходов от рекламы», а также в том, что «…к „Хулигану“ были неравнодушны сотрудники Генпрокуратуры — журнал как-то отметился освещением на своих страницах темы о различных видах наркотиков». 
К 2005 году стало ясно, что нонконформизм никому не нужен. Рекламодателям нужно онлайн-поколение, которое по выходным ходит в «Мегу».директор по рекламе Gameland Игорь Пискунов
 «Хулиган» перестал быть эпатажным и стал «лайфстайловым» журналом, рассказывающим о последних тенденциях в моде и массовой культуре. Смена имиджа привлекла к журналу рекламодателей, в основном из брендов модной одежды, однако привела к потере им значительной части аудитории.

Макс Черницов на обложке журнала «Хулиган» (июнь, 2007)

Первоначально команда журнала оставалась почти неизменной, несмотря на смену стиля. Но в 2009 у журнала сменилась почти вся команда, его возглавили Игорь Зинатулин и Андрей Лебедев. 
Немного противоестественно, когда люди, которые раньше писали о том, как поджечь соседскую кошку, остаются за штурвалом того же крейсера и ведут его в другие моря.фэшн-редактор Евгений Фокин
Новая команда объявила, что нацеливается на аудиторию «современных стиляг», «хипстеров». Тогда же «Хулиган» стал синдикационным партнёром британского журнала Dazed & Confused. В декабре 2011-го главный редактор поменялся снова, им стал Евгений Фокин.
В конце 2012 года журнал был «переведён в статус специальных выпусков», а фактически закрыт.